# Palliduphantes fagicola
Palliduphantes fagicola är en spindelart som först beskrevs av Simon 1929.  Palliduphantes fagicola ingår i släktet Palliduphantes och familjen täckvävarspindlar.
Artens utbredningsområde är Frankrike. Inga underarter finns listade i Catalogue of Life.